# Komo
Komo es un departamento de la provincia de Estuaire en Gabón. En octubre de 2013 presentaba una población censada de 17 575 habitantes. Su chef-lieu es Kango.
Se encuentra ubicado al noroeste del país, cerca del estuario de Gabón, de la frontera con Guinea Ecuatorial y de la costa del océano Atlántico. Recibe su nombre del río Komo, que desemboca en el estuario de Gabón al llegar a Kango.

## Subdivisiones
Contiene cuatro subdivisiones de tercer nivel (población en 2013):
- Comuna de Kango (4771 habitantes)
- Cantón de Komo (4946 habitantes)
- Cantón de Bokoué (6810 habitantes)
- Cantón de Engong (1048 habitantes)